# Ranunculus novae-zelandiae
Ranunculus novae-zelandiae är en ranunkelväxtart som beskrevs av Donald Petrie. Ranunculus novae-zelandiae ingår i släktet ranunkler, och familjen ranunkelväxter. Utöver nominatformen finns också underarten R. n. repens.